# Andrés Mosquera (ur. 1978)
Andrés Mosquera Alvarado (ur. 9 lipca 1978 w Cali) – kolumbijski piłkarz występujący na pozycji obrońcy.

## Kariera klubowa
Mosquera zawodową karierę rozpoczynał w 1997 roku w zespole Deportivo Cali. W 1998 roku zdobył z nim mistrzostwo Kolumbii. W trakcie sezonu 2004 odszedł do ekipy Cortuluá. Grał w niej do końca tamtego sezonu. W 2005 roku przeszedł do peruwiańskiego Sportingu Cristal. Jednak jeszcze w tym samym roku wrócił do Kolumbii, gdzie został graczem klubu Independiente Medellín.
W 2006 roku Mosquera przeszedł do wenezuelskiego Monagasu. Następnie grał w Millonarios, a w 2008 roku trafił do Once Caldas. W 2009 roku zdobył z nim mistrzostwo fazy Apertura. W tym samym roku odszedł do Deportivo Pasto. Potem grał w Atlético Nacional, gdzie w 2010 roku zakończył karierę.

## Kariera reprezentacyjna
W reprezentacji Kolumbii Mosquera zadebiutował 12 lutego 2000 roku w wygranym 1:0 meczu Złotego Pucharu CONCACAF z Jamajką. Na tamtym turnieju, zakończonym przez Kolumbię na 2. miejscu, zagrał jeszcze w pojedynkach z Hondurasem (0:2), Stanami Zjednoczonymi (2:2, 1:2 w rzutach karnych), Peru (2:1) i Kanadą (0:2).
W 2003 roku wziął udział w Pucharze Konfederacji. Nie zagrał jednak na nim ani razu. Tamten turniej Kolumbia zakończyła na 4. miejscu. W drużynie narodowej Mosquera rozegrał w sumie 5 spotkań, wszystkie w 2000 roku podczas Złotego Pucharu CONCACAF.